# ریپاربلا
ریپاربلا (به ایتالیایی: Riparbella) یک کومونه در ایتالیا است که در استان پیزا واقع شده‌است. ریپاربلا ۵۸٫۷ کیلومتر مربع مساحت و ۱٬۶۳۰ نفر جمعیت دارد و ۲۱۶ متر بالاتر از سطح دریا واقع شده‌است.